# Petite rivière Malbaie
Pour les articles homonymes, voir Malbaie.
La Petite rivière Malbaie est un affluent de la rive est de la rivière Malbaie, coulant dans le territoire non organisé de Lac-Pikauba, dans la municipalité régionale de comté (MRC) de Charlevoix, dans la région administrative de la Capitale-Nationale, dans la province de Québec, au Canada. Ce cours d'eau traverse la zec des Martres et le Parc national des Grands-Jardins.
La partie intermédiaire de cette petite vallée est accessible grâce à la route forestière route 381. La sylviculture constitue les principales activités économiques de cette vallée ; les activités récréotouristiques, en second.
La surface de la Petite rivière Malbaie est généralement gelée de la fin de novembre jusqu'au début de mars ; toutefois la circulation sécuritaire sur la glace se fait généralement du début décembre au début d'avril. Le niveau de l'eau de la rivière varie selon les saisons et les précipitations ; la crue printanière survient généralement en avril.

## Géographie
La Petite rivière Malbaie prend sa source du Petit lac Malbaie (longueur : 2,6 km ; altitude : 861 m), situé en zone forestière dans la zec des Martres. Ce lac est enclavé entre les montagnes particulièrement les falaises de la rive Est, dans Lac-Pikauba. Ce lac est surtout alimenté par la décharge d'un ensemble de petits lacs (venant de l'ouest) et deux petits ruisseaux se déversant dans la partie sud du lac. L'embouchure de ce petit lac est située au sud-ouest, à :
- 1,35 km au nord-ouest du sommet du Mont du Barbeau (altitude : 1 099 m) ;
- 3,4 km au nord-est de la route 381 ;
- 9,3 km à l'est du cours de la rivière Malbaie ;
- 41,1 km à l'ouest du centre-ville de La Malbaie ;
- 10,6 km au nord-est de l'embouchure de la Petite rivière Malbaie[2].

À partir de l'embouchure du Petit lac Malbaie, le cours de la Petite rivière Malbaie descend sur 13,6 km, avec une dénivellation de 201 m, selon les segments suivants :
- 0,8 km vers l'ouest en recueillant la décharge (venant du nord) d'un petit lac, puis courbant vers le nord-est, jusqu'à la décharge (venant du nord) du Lac Rétréci ;
- 1,5 km vers l'ouest en traversant le Lac de la Mine (longueur : 0,8 km ; altitude : 792 m), puis sur 0,1 km un lac non identifié (longueur : 0,9 km ; altitude : 788 m), jusqu’au barrage à son embouchure (soit au sud du lac) ;
- 3,4 km d'abord vers le sud-ouest courbant vers le sud en recueillant la décharge (venant du nord-ouest) du Lac Rocheux et la décharge (venant du nord-ouest) du Lac Amik, ainsi qu'en coupant la route 381 en fin de segment, jusqu’à la décharge (venant du nord) du Lac Vernier ;
- 2,5 km vers le sud relativement en ligne droite en longeant la route 381 par le côté ouest et en passant du côté Est du Mont René-Richard (altitude : 995 m), jusqu’à la rive nord-est de l'étang Malbaie ;
- 2,3 km vers le sud-est, en traversant l'Étang Malbaie (altitude : 719 m) sur sa pleine longueur jusqu'au barrage à son embouchure. Note : Cet étang reçoit la décharge (venant de l'est) du Lac de la Galette et du Lac Rameau, ainsi que la décharge (venant du sud-est) du Lac Rameau ;
- 2,3 km vers le sud-est, en traversant trois séries de rapides dans une vallée encaissée et en recueillant la décharge (venant du sud-est) du Lac Pointu, jusqu'à un ruisseau (venant du sud) ;
- 0,8 km vers le nord-ouest, jusqu'à son embouchure[2].

La Petite rivière Malbaie se déverse sur la rive Est de la rivière Malbaie, dans Lac-Pikauba. Cette embouchure est située à :
- 5,2 km au nord-ouest du lac Sainte-Anne du Nord ;
- 37,5 km au nord-ouest du centre-ville de Baie-Saint-Paul ;
- 9,0 km à l'ouest du centre du village de Le Pied-des-Monts.

À partir de l'embouchure de la Petite rivière Malbaie, le courant descend sur 123,2 km avec une dénivellation de 656 m en suivant le cours de la rivière Malbaie laquelle se déverse à La Malbaie dans le fleuve Saint-Laurent.

## Toponymie
Dans son Journal de l'année 1731 [retranscription de Serge Goudreau], Louis Aubert de Lachesnaye décrit ce cours d'eau sous la forme de « Petite riviere de la Malbaye » : « Quand on est a la pointe au Pique, on fait le sud sud'ouest demie quart lieu. Quand on est passé l'ance de la pointe au Pique, on mouille ordinairement le bâtiment. On fait le sud'ouest et le sud'ouest quart ouest jusqua la petite riviere de la Malbaye [« petite Riviere De la malbaye » dans le manuscrit] qui ne porte point canote distance de chemin dune lieu » [15 septembre 1731].
Cette dénomination topographique parait sur la carte du parc des Laurentides (aujourd'hui secteur du parc national des Grands-Jardins) et de la carte régionale numéro 3-Est, 1943, section 23 N-O. Rivière Petite est une variante de ce nom.
Le toponyme "Petite rivière Malbaie" a été officialisé le 5 décembre 1968 à la Banque des noms de lieux de la Commission de toponymie du Québec.